# Cassipourea le-testui
Cassipourea le-testui là một loài thực vật có hoa trong họ Rhizophoraceae. Loài này được Pellegr. mô tả khoa học đầu tiên năm 1953.